# 8208 Вольта
8208 Вольта (8208 Volta) — астероїд головного поясу, відкритий 28 лютого 1995 року.
Тіссеранів параметр щодо Юпітера — 3,362.
Названо на честь Алессандро Джузеппе Вольта (1745 — 1827) — італійського фізика і фізіолога.